# Tito Livio
Tito Livio  (Patavium, 59 a. C.-Padua, 17 d. C.) fue un historiador romano que escribió una monumental historia del Estado romano en ciento cuarenta y dos libros (el Ab urbe condita), desde la legendaria llegada de Eneas a las costas del Lacio hasta la muerte del cuestor y pretor Druso el Mayor.

## Biografía y obra
Nacido y muerto en Patavium, la actual Padua, al momento de su nacimiento importante ciudad romana de la Galia Cisalpina (territorio de la Italia septentrional, políticamente anexado antes de su muerte, en el año 42 a. C., a la Italia romana propiamente dicha).
La familia Livio eran de origen plebeyo, pero la familia podía jactarse de antepasados ilustres por línea materna: en la Vida de Tiberio, Suetonio recuerda que la familia Liviorum "había sido honrada con ocho consulados, dos censuras, tres triunfos e incluso con una dictadura y un magister equitum jefe de caballería". Verosímilmente, Tito Livio fue educado en su ciudad natal, instruido primero por un gramático con quien aprendió a escribir en un buen latín y también a estudiar griego. Luego, fue instruido por un retórico, quien lo acercó a "la elocuencia política y judicial". Uno de los eventos más importantes de su vida fue la mudanza a Roma para completar sus estudios; fue allí donde entabló estrechos lazos con Augusto, quien, según Tácito, lo llamaba "pompeyano", es decir, partidario de la república. Este hecho no comprometió su amistad, tanto que siempre disfrutó del respeto y la hospitalidad del emperador. 
Se le encargó la educación del futuro emperador Claudio. Tito Livio escribió una historia de Roma, desde la fundación de la ciudad hasta la muerte de Nerón Claudio Druso en 9 a. C., Ab urbe condita libri (a veces conocida como las Décadas). La obra constaba de 142 libros (rollos de papiro), divididos en décadas o grupos de diez libros. De ellos, solo treinta y cinco han sobrevivido, los numerados del 1 al 10 y del 21 al 45.
Los libros que han llegado hasta nosotros, contienen la historia de los primeros siglos de Roma, desde la fundación en el año 753 a. C. hasta 292 a. C., relatan la segunda guerra púnica y la conquista por los romanos de la Galia, de Grecia, de Macedonia y de parte de Asia Menor.
Floro escribió un Epítome de todos sus libros, obra que ha sobrevivido y nos permite conocer cuál era el plan seguido por Tito Livio y el orden en el que narraba los acontecimientos.

## Recepción

### Época imperial
La obra de Livio Historia de Roma fue muy solicitada desde el momento de su publicación y lo siguió siendo durante los primeros años del imperio. Plinio el Joven relató que la celebridad de Livio estaba tan extendida que un hombre de Cádiz viajó a Roma con el único propósito de conocerlo. La obra de Livio fue una fuente para las obras posteriores de Aurelio Víctor, Casiodoro, Eutropio, Festo, Floro, Granio Liciniano y Orosio. Julio Obsecuente se sirvió de Livio, o de una fuente con acceso a Livio, para componer su De Prodigiis, un relato de los acontecimientos sobrenaturales ocurridos en Roma desde el consulado de Lucio Cornelio Escipión Asiático y Cayo Lelio hasta el de Paulo Fabio y Quinto Elio.
Tito Livio se transformó pronto en un clásico; en la Edad de Plata cosechó los elogios de Lucio Anneo Séneca, Marco Fabio Quintiliano y Plinio el Joven; Silio Itálico lo usó como fuente para su Punica y en el siglo II Floro resumió la obra de Livio en dos volúmenes. Apiano bebió de Livio en sus tratados Sobre Iberia y La guerra de Aníbal. Dion Casio y Amiano Marcelino lo imitaron.
Livio escribió durante el reinado de Augusto, que llegó al poder tras una guerra civil con generales y cónsules que decían defender la República romana, como Pompeyo. Patavium había sido partidario de Pompeyo. Para aclarar su estatus, el vencedor de la guerra civil, Octavio César, había querido tomar el título de Rómulo (el primer rey de Roma) pero al final aceptó la propuesta senatorial de Augusto. En lugar de abolir la república, adaptó ésta y sus instituciones al gobierno imperial.
El historiador Tácito, que escribió aproximadamente un siglo después de la época de Livio, describió al emperador Augusto como su amigo. Al describir el juicio de Cremucio Cordo, Tácito lo representa defendiéndose cara a cara con el ceñudo Tiberio de la siguiente manera:

Se dice que alabé a Bruto y a Casio, cuyas carreras muchos han descrito y nadie ha mencionado sin elogio. Tito Livio, preeminentemente famoso por su elocuencia y veracidad, ensalzó a Cneo Pompeyo en tal panegírico que Augusto lo llamó Pompeyano, y sin embargo esto no fue obstáculo para su amistad.

Las razones de Livio para regresar a Padua tras la muerte de Augusto (si es que lo hizo) no están claras, pero las circunstancias del reinado de Tiberio sin duda permiten especular.

### Con posterioridad

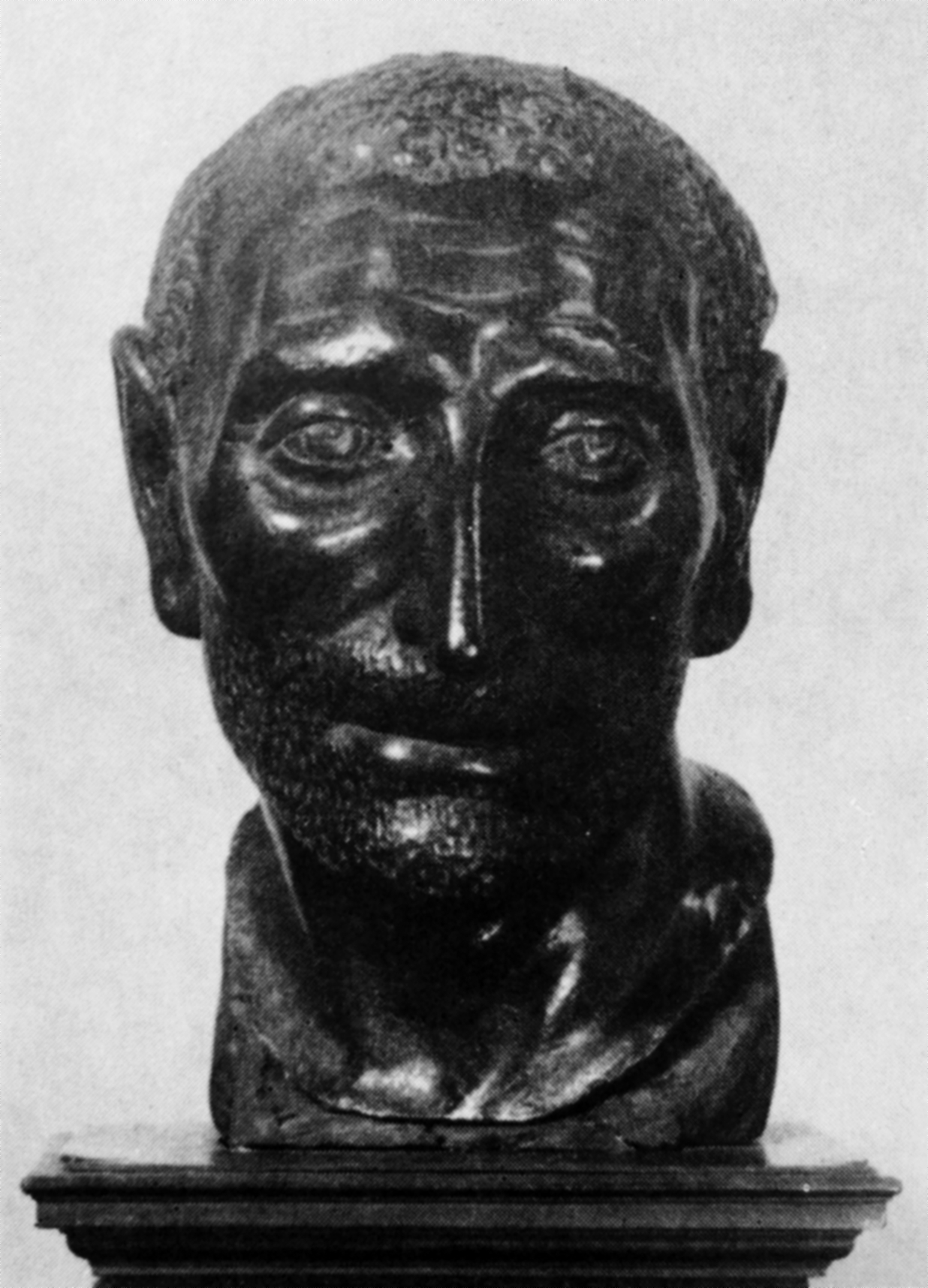
Tito Livio de Andrea Briosco (circa 1567).

La obra de Livio fue un ejemplo de estilo y rigor historiográfico durante la época del Imperio, siendo copiada en las bibliotecas imperiales. 
Luego su figura se difuminó un tanto, a pesar de la admiración de Orosio y Casiodoro, y volvió a resurgir en época carolingia gracias a Fridugio de Tours, Lupo de Ferrières y el obispo alemán Teaberto de Duurstede. Por otra parte, Thomas Becket copió un manuscrito de la tercera década durante su destierro en Francia (1164-1170) y se lo llevó a Canterbury.
Durante la Edad Media, debido a la extensión de la obra, la clase letrada ya leía resúmenes en lugar de la obra en sí, que era tediosa de copiar, cara y requería mucho espacio de almacenamiento. Debió de ser durante este periodo, si no antes, cuando empezaron a perderse manuscritos sin reponer.
Sin embargo, la verdadera eclosión de su estudio se produjo con el Humanismo italiano. Dante Alighieri lo elogió en el canto XXVIII del Inferno («Livio che non erra») y a su elogio sucedieron los de Gian Francesco Poggio Bracciolini, Coluccio Salutati, Niccolò Niccoli y otros, que se lanzaron a buscar códices de su obra perdida. Destacó en esta labor Francesco Petrarca, el «verus Livi sospirator». Petrarca consiguió reunir en Italia, Aviñón y París la primera, tercera y cuarta décadas salvo el libro trigésimo segundo y el final del cuadragésimo. Gracias a él se multiplicaron a partir del siglo XIV las copias por toda Europa. Los descubrimientos de tres libros más en 1517, 1533 y 1615, junto a lo hallado por Petrarca, logran el milagro de reintegrar su obra a la vía principal de la cultura occidental, según Antonio Fontán, principal de los estudiosos de su obra en España.
La población descubrió que la obra de Livio se estaba perdiendo y grandes cantidades de dinero cambiaron de manos en la fiebre por reunir manuscritos livianos. El poeta Beccadelli vendió una casa de campo para financiarse la compra de un manuscrito copiado por Poggio. Petrarca y el papa Nicolás V emprendieron la búsqueda de los libros ahora desaparecidos. Laurentius Valla publicó un texto enmendado iniciando el campo de la erudición sobre Livio. Dante habla muy bien de él en su poesía, y Francisco I de Francia encarga extensas obras de arte que tratan temas livianos; la obra de Nicolás Maquiavelo sobre la república, los Discursos sobre Livio, se presenta como un comentario sobre la Historia de Roma.
A partir de Petrarca, su influjo se hace sentir en Maquiavelo (Discorsi sopra la prima deca di Tito Livio), en el Voltaire historiador, en Montesquieu (Considérations sur les causes de la grandeur des Romains et de leur décadence), en los revolucionarios franceses, en Walter Scott y en Thomas Babington (lord Macaulay), más en concreto en su obra Lays of Ancient Rome.
El respeto por Livio alcanzó altas cotas. Walter Scott relata en Waverley (1814) como hecho histórico que un escocés implicado en el primer levantamiento jacobita de 1715 fue recapturado (y ejecutado) porque, habiendo escapado, aún permanecía cerca del lugar de su cautiverio con "la esperanza de recuperar a su favorito Tito Livio".
En España cabe mencionar la enorme impronta que dejó en los cronistas de Indias, especialmente entre los que las redactaron en latín: Pedro Mártir de Anglería y Juan Ginés de Sepúlveda. Su influjo directo se dio a través de las traducciones del canciller Pero López de Ayala (1401), la versión de fray Pedro de la Vega (1520) y la de las Décadas del gran humanista protestante español Francisco de Enzinas, de 1531 pero impresa en ediciones de Estrasburgo (1552) y Colonia (1553).
Francisco Navarro y Calvo publicó la suya en dos volúmenes en 1886 y 1889, reimpresos en Madrid en 1914 y 1917 y en Buenos Aires (1944). La Editorial Gredos ha realizado asimismo varias ediciones bilingües sueltas y por fin una completa en dos volúmenes de José Antonio Villar Vidal. También Alianza Editorial la ha publicado.

#### Curiosidades
En esta Historia de Roma también encontramos la primera ucronía conocida: Tito Livio imaginando el mundo si Alejandro Magno hubiera iniciado sus conquistas hacia el oeste y no hacia el este de Grecia. 
El entusiasmo de Tito Livio por la República es evidente y, sin embargo, la familia Julio-Claudia lo admiraba. Es célebre la relación que entabló Tito Livio con el emperador Augusto. Diversos autores han dicho que la historiografía de Livio legitimaba y daba sustento al poder imperial, lo que se demostraba en las lecturas públicas de su obra; sin embargo, pueden apreciarse —en la obra de Tito Livio— críticas hacia el imperio de Augusto que refutan tal condición de legitimidad. Al parecer, el historiador y el gobernante —quien era su mecenas— eran muy amigos y eso permitió que la obra del primero se plasmara tal como este lo decidiera.

## Bibliografía

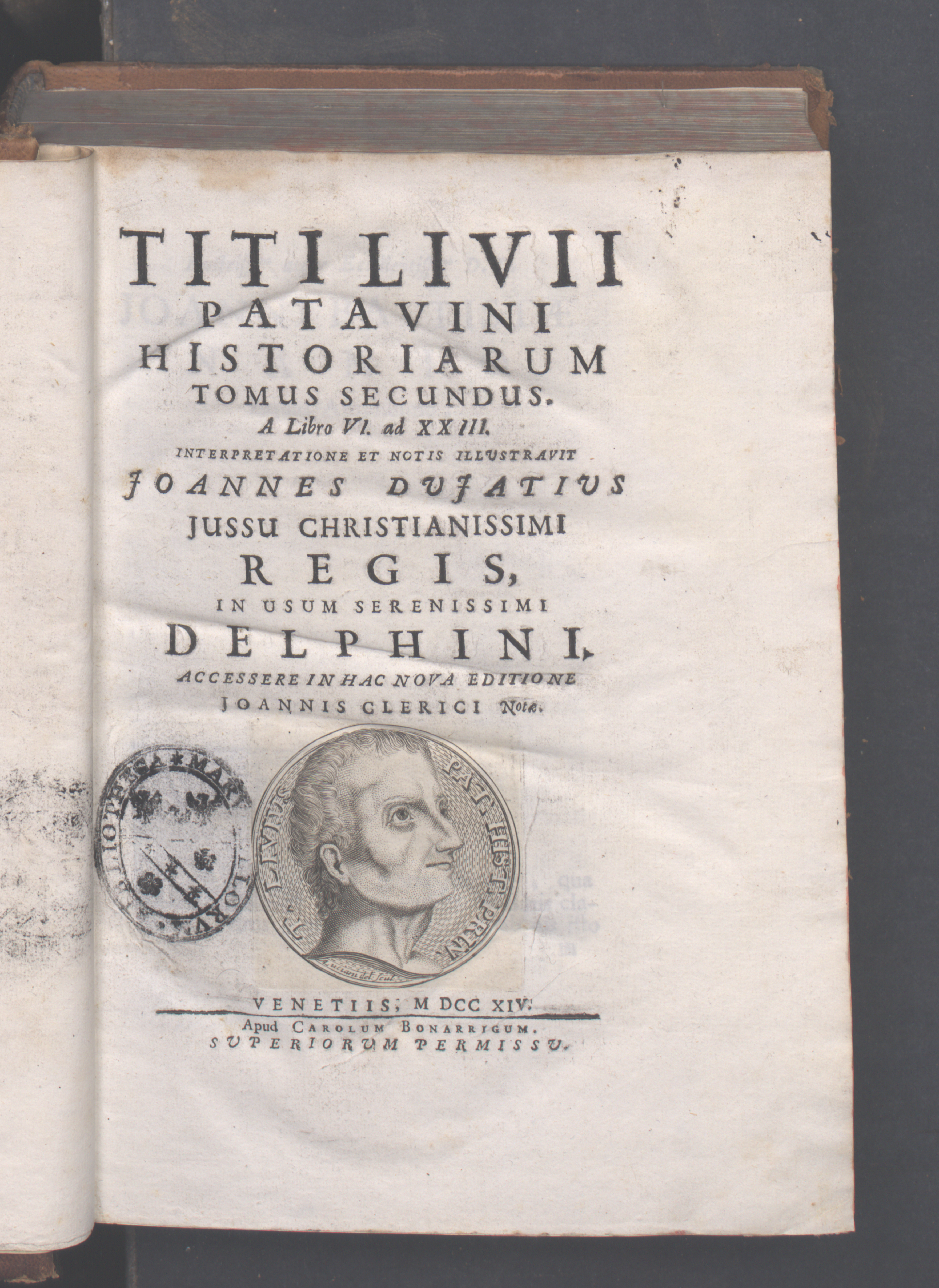
Ab uurbe condita, 1714